# Алтайска принцеса (мумия)
Алтайската принцеса, наричана още Принцеса на Укок и Сибирска ледена девица (на английски: Siberian Ice Maiden), е мумия на жена от 5 век пр.н.е., починала от рак на млечната жлеза на около 25 г.
Намерена е в курган на културата Пазърък в Република Алтай, Русия през 1993 г.

## Описание
Мумията има много татуировки, облечена е с копринена риза, вълнена пола, филцови чорапи и кожух и носи сложна прическа с височина 90 см изработена от вълна, филц и собствена коса и явно е принадлежала към най-високите слоеве на обществото (в културана Пазърък), както се вижда от 6 заровени коне с нея, има контейнер с канабис сред вещите. Тя е сред най-значимите находки в Русия от края на XX век. Преместена е в специален мавзолей в Националния републикански музей в Горно-Алтайск през 2012 г.
Мумифицираните останки на скитско-сибирска жена, живяла в евразийските степи през V в. пр.н.е., са открити замръзнали в подземна гробна камера. Наталия Полосмак и нейният екип откриват останките през лятото на 1993 г. Почти 2 десетилетия по-късно има малко източници на английски език за важното откритие: статията на National Geographic за Полосмак от октомври 1994 г. и документален филм на BBC от 1997 г. с участието на Полосмак и членовете на нейния екип са най-информативни и достъпни.
Мумията е представител на пазъръкската култура, процъфтявала между VI и II век преди новата ера в сибирската степ.

## История
Гробницата е намерена на платото Укок в планината Алтай близо до границата с Китай. Платото, част от пояса на евразийските степи, се характеризира със сух климат.
Полосмак и нейният екип са водени от граничен служител, лейтенант Михаил Чепанов, до група кургани, разположени в ивица територия, оспорвана между Русия и Китай.
Курган е гробна могила, запълнена с по-малки камъни и покрита с купчина скални отломки; обикновено могилата покрива гробна камера, която съдържа погребение в ковчег с придружаващи дарове.
Погребалната камера е изградена от дървени трупи със зъбци, образуващи малка стая. По този начин е построена гробната камера, а дървеният материал и другите органични материали са позволили да се датира нейното погребение. Проба от ядро от трупите на камерата е анализирана от дендрохронолог и са изследвани и проби от органична материя от стомаха на конете, което показва, че тялото е погребано през пролетта, приблизително V в. пр.н.е.

## В културата
Мумията е свързвана с героиня от алтайския епос Очы-бала.
Филмът „Отмъщението на алтайската принцеса“ на Алена Жаровска, показан по Първи канал в Русия, е характеризиран като „много по-напред от републиканските вестници по отношение на измишльотини и мистични галимации / глупости“.